# Диармайт мак Маэл-на-м-Бо
Дирмайт мак Маэл-на-м-Бо (ирл. Diarmait mac Maíl na mBó; погиб 7 февраля 1072) — король Лейнстера (1042—1072) и верховный король Ирландии (1063—1072). Один из великих верховных королей Ирландии до нормандского завоевания Англии. Его влияние и власть распространялись за пределы Ирландии — на Уэльс, остров Мэн, на Гебридские и Шетландские острова и даже на Шотландию и Англию.

## Биография

### Происхождение и предыстория
Диармайт мак Майл на м-Бо принадлежал к клану Уи Хеннселайг (ирл. — Uí Cheinnselaig) — из группы кланов юго-восточного Лейнстера. Его отец — Доннхад мак Диармат (ирл. — Donnchad mac Diarmata) более известный как Маэл на м-Бо (ирл. — Máel na mBó). К предкам Диармайта принадлежал король Лейнстера Кримтанн мак Эндай, правивший в V веке. Его прадед — Домналл мак Келлайг принадлежал к королям клана Уи Хейннселайг (ум. 974). Матерью Диармайта была Айфе (ирл. — Aife) — дочь Гилла Патрайка мак Доннхада (ирл. — Gilla Pátraic mac Donnchada) — короля Осрайге (1039—1055). Диармайт имел родного брата — Домналл Ремайра, чей сын — Доннхад мак Домнайлл Ремайр стал королём Лейнстера (1075—1089).
Клан Уи Хейннселайг был сильным кланом в Ирландии, но его могущество было надломлено в битве под Ах Селайг в 738 году. Соперниками и врагами этого клана был клан Уи Дунлайнге (ирл. — Uí Dúnlainge) с севера Лейнстера, который владел землями Наас и Килдэр. Такая ситуация была во времена короля Бриана Бору, что сломал могущество и безраздельное право на трон клана Уи Нейллы. Упадок Кланн Холмайн и поражение клана Уи Дунлайнге, возглавляемого Маэл Мордой мак Мурхадой (ирл. — Máel Mórda mac Murchada), который в битве под Клонтарфе в 1014 году встал на сторону викингов и был вместе с ними разбит, обусловили новый подъем клана Уи Хеннселайг.
В X веке скандинавские викинги в очередной раз попытались завоевать Ирландию. Они беспощадно грабили остров и захватили ряд территорий, в том числе Дублин. Но одновременно они строили в Ирландии города и порты — к этому Ирландия была исключительно аграрной страной. Короли Лейнстера имели выгоду от торговли и связей с викингами, хотя и викинги захватили их территории на побережье — Дублин, Уэксфорд, Уотерфорд. После разгрома викингов короли Лейнстера окрепли, захватив города викингов и их земли.

### Путь к власти
Диармайт мак Майл на м-Бо как король Лейнстера заключил союз с Ниаллом мак Эохада (ирл. — Niall mac Eochada), королём Ульстера (1016—1063), чтобы с обеих сторон оказывать давление на королевства Миде, Брега и Дублин, которые под контролем верховных королей Ирландии. Союз оказалась успешным — Лейнстер укрепил своё влияние и власть и захватил Дублин.
В 1042 году Диармайт мак Майл на м-Бо стал королём Лейнстера, а в 1052 году утвердил своего сына Мурхада (ум. 1070) королём Дублина. В 1061 году Мурхад мак Диармайт стал королём острова Мэн. Имея под своим контролем крупнейшие города страны, Диармайт мак Майл на м-Бо мог теперь претендовать на трон и корону верховных королей Ирландии, что он и сделал, сбросив с трона своего предшественника — Доннхада мак Бриайна в 1063 году. Доннхад мак Бриайн отрекся от власти и стал пилигримом.
В 1066 году Англию захватили нормандцы, разбив сторонников англосаксонского короля Гаральда Годвинссона в битве при Гастингсе. Сыновья короля Гарольда (Годвин и Эдмунд) бежали из Англии и нашли убежище в Ирландии, при дворе короля Диармайта мак Майла на-м-Бо. В 1068 году Диармайт начал готовить флот для вторжения в Англию.

### Смерть
Но этим планам не суждено быть реализованными. Диармайт мак Майл на м-Бо вел войну с соперником — королём Миде Конхобаром Уа Маелем Сехалинном (1030—1073). Диармайт погиб во время битвы под Наваном (современное графство Мит) 7 февраля 1072 года.

### Семья и дети
Был женат на Derbforgaill (? — 1080), дочери верховного короля Ирландии Доннхада мак Бриайна (1022—1063). Их дети:
- Мурхад мак Диармайт (? — 1070), король Дублина (1052—1070) и король Мэна (1061—1070), сопровитель своего отца в Лейнстера (1052—1070)
- Энна мак Диармайт (? — 1092) — король Лейнстера (1089—1092)
- Глуниарайн мак Диармайт (убит в 1070 г.)